# San Diego Electric Railway
De San Diego Electric Railway was een transportbedrijf in San Diego, in het zuiden van de Amerikaanse staat Californië. Zij is groot geworden door de bemoeienis van de suikerkoningen, de gebroeders Spreckles.

San Diego Electric Railway netwerk (interactieve versie)

## Geschiedenis

### Ontstaan
In 1886 opende de San Diego Street Car Co. haar eerste paardentramlijn en in datzelfde jaar volgde er nog 5 meer. Het bedrijf exploiteerde ook een stoomtramlijn, met de naam City & University Heights Motor Railroad, naar een gebied dat nu Balboa Park heet. Ze werd in 1888 geopend en in 1889 alweer opgeheven.
In 1889 werd het prille bedrijf onder curatele gesteld vanwege de ernstige problemen door de San Diego Land Boom. In 1892 werd het bedrijf verkocht aan de San Diego Electric Railway (SDER).

### "Suikerbroers"
In 1896, veel later dan in vele andere Amerikaanse steden, werd de eerste elektrische tramlijn in dienst gesteld: de 1st Street Line.
De bedrijfsvoering was in handen van twee broers: John D. Spreckles en A. B. Spreckles die schatrijk waren geworden met suikerteelt in Californië en op Hawaï. Zij woonden in San Francisco maar zagen in San Diego de ideale plaats om met het bouwen van onroerend goed een nog groter imperium op te bouwen. Goed openbaar vervoer was een van hun belangrijkste investeringen. Niet alleen investeerden zij in het openbaar vervoer maar ook in een lokale krant, het gas- en elektriciteitsbedrijf en warenhuizen.
Van de twee broers was John, ‘A. B.’ zoals hij kort werd genoemd, de meest draagkrachtige en al gauw droeg hij zijn belangen aan John over. San Diego stond vanaf dat moment bekend als een ‘One Man Town’. John overleed in 1933 maar zijn belangen in San Diego werden pas in 1948 door zijn erfgenamen van de hand gedaan.
Onder het regime van de Spreckles’ werd het trambedrijf vanaf 1912 fors uitgebreid. Een van de uitbreidingen betrof een tramlijn naar de plaats waar de Panama-California Exposition werd gehouden. Dit werd georganiseerd ter ere van de opening van het Panamakanaal. Meer tramlijnen werden verlengd, merendeels het tempo van de urbanisatie volgend. Twee interlokale trambedrijven naar Chula Vista en Point Loma werden gekocht. Het hoogtepunt van SDER was in 1924 met de opening van Amerika’s laatst gebouwde Interurban. Dit was een lijn naar La Jolla. De Spreckles’ bouwde in Mission Park een zeer groot amusementspark en legde daar ook een tramlijn naartoe aan. Het lijnnet bereikte zijn grootste omvang van 160 kilometer.

### DePCC-car

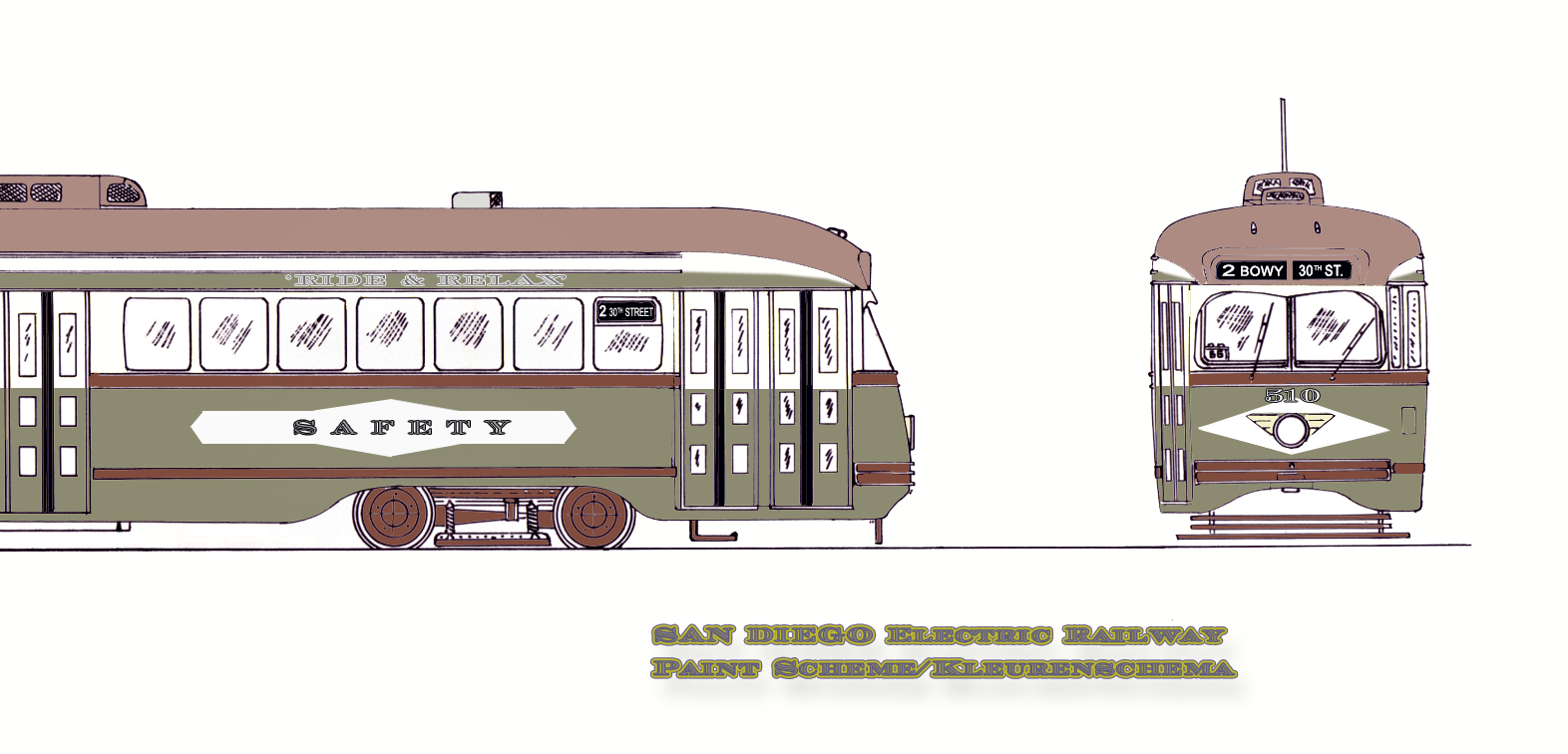
Kleurenschema PCC-cars San Diego

In 1924 werden de eerste kleine tramlijnen opgeheven en omgezet in buslijnen. Omdat het gebruik van de tram toch gemiddeld 5% per jaar daalde werden tot 1940 6 tramlijnen opgeheven. 
Modernisering in de vorm van eenmansbediening vanaf 1930 zorgde voor lage arbeidskosten. 
Om oud houten materiaal, dat ook veel stroom verbruikte, te kunnen afvoeren werden in 1937 25 PCC cars (genummerd 501 – 525), gebouwd door St. Louis Car Co., gekocht.
In de Tweede Wereldoorlog steeg het vervoer met 360% doordat in San Diego vele marinefaciliteiten waren gevestigd. Halsoverkop werden tweedehands trams van New York, Salt Lake City en Wilkes-Barre gekocht. Trammateriaal dat al op de nominatie stond te worden gesloopt, werd weer in dienst gesteld.
Na 1945 viel het passagiersvervoer met 100% per jaar terug omdat iedereen weer auto kon gaan rijden. Een andere reden was ook de grote suburbanisatie in San Diego; woongebieden waar geen tramlijnen naartoe werden gebouwd. Grote delen van het trambedrijf waren hoognodig aan onderhoud en reparatie toe, maar hier was geen geld voor. Van de acht tramlijnen die tijdens de oorlog hadden doorgereden werden lijn 1, 4 en 12 in 1946 opgeheven en de lijnen 3, 9 en de Coronado lijn in 1947. Lijnen 2, 7 en 11 volgden op 24 april 1949.
Het bedrijf werd in 1948 door Jesse L. Haugh van de Spreckles familie gekocht. Haugh was bedrijfsleider bij National City Lines geweest; een bedrijf dat massaal trambedrijven opkocht en deze omzette in busbedrijven. 
Na de opheffing probeerde men de PCC’s te verkopen. Ze waren pas 12 jaar oud, goed onderhouden en door het droge klimaat was van roestvorming geen sprake. 20 wagens werden tussen 1950 en 1952 verkocht aan El Paso City Lines maar het verkopen van de overige vijf faalde. Deze werden gesloopt.

## Bijzonderheden
San Diego had een van de beste onderhoudsbedrijven voor zijn trams en sporen. Tot op de laatste dag werden de wagens tweemaal per week helemaal schoongemaakt en bijgewerkt als er lak beschadigd was.
Het bedrijf maakte voor zichzelf reclame op de zijkanten van zijn trams. Boven de raampartij stond in sierletters ‘Ride & Relax’ en onder de ramen ‘Visit Zoo Balboa Park Car No. 7 & 11’. Op de PCC-cars ‘Safety – Economy’ of ‘Tops & Transportation – Comfort’.
De kleuren van de trams waren in het begin groen met wit. De PCC-cars kregen diezelfde hoofdkleuren. De daken van deze trams waren in bruin geschilderd en er was een bruine band onder de ramen aangebracht.
De bovenleiding in San Diego hing hoger (50 centimeter) dan normaal en daarom kregen alle trams een metalen stoeltje op hun dak gemonteerd. Op het hoogste punt van dat stoeltje was de trolley stroomafnemer aangebracht.

## Nageschiedenis
In 1981 werd in San Diego een Light Rail-lijn in dienst gesteld tussen de stad en San Ysidro aan de Mexicaanse grens. Deze lijn, die een grote hoeveelheid van opgeheven treinsporen berijden ging, werd een enorm succes. Al snel moesten extra voertuigen worden gekocht. Wijs geworden door het debacle met de Boeing-Vetrol trams in Boston en San Francisco kocht men beproefde (Düwag – Siemens) trams uit Duitsland die hun betrouwbaarheid in onder andere Frankfurt am Main al bewezen hadden. Ze werden in een aantrekkelijke keiharde rode kleur geverfd. De eerste lijn werd een aantal malen noordelijk verlengd en in 1986 werd een oostelijke lijn geopend die sindsdien ook al vele malen verlengd is. Beide lijnen zijn zo’n succes geworden dat gedurende grote delen van de dag met drie gekoppelde voertuigen moet worden gereden.